# Episodi di Shahmaran (seconda stagione)
La seconda stagione della serie televisiva drammatica turca Shahmaran, composta da 6 episodi, è stata distribuita sulla piattaforma di streaming Netflix l'8 agosto 2024.
| nº | Titolo originale   | Titolo italiano         | Pubblicazione Turchia | Pubblicazione Italia |
| -- | ------------------ | ----------------------- | --------------------- | -------------------- |
| 1  | İçimizde Uyuyanlar | Chi dorme dentro di noi | 8 agosto 2024         | 8 agosto 2024        |
| 2  | Festina Lente      | Festina lente           | 8 agosto 2024         | 8 agosto 2024        |
| 3  | Sevmek Öldürmez    | L'amore non uccide      | 8 agosto 2024         | 8 agosto 2024        |
| 4  | Aşka ve Ölüme Dair | Amore e morte           | 8 agosto 2024         | 8 agosto 2024        |
| 5  | Hüküm Vakti        | Il giorno del giudizio  | 8 agosto 2024         | 8 agosto 2024        |
| 6  | Döngü              | Il ciclo                | 8 agosto 2024         | 8 agosto 2024        |